# Enrico Cibelli
Enrico Cibelli (Borgo Maggiore, 14 luglio 1987) è un calciatore sammarinese, centrocampista del Tre Penne.

## Carriera

### Club
Ha giocato nella prima divisione sammarinese con Tre Penne e Libertas.

### Nazionale
Dal 2005 al 2008 ha fatto parte della rosa della nazionale sammarinese Under-21, mentre nel 2008 ha esordito con la nazionale maggiore sammarinese.

## Palmarès

### Club

#### Competizioni nazionali
- Supercoppa di San Marino: 3

Tre Penne: 2005, 2013, 2016
- Campionato Dilettanti: 4

Tre Penne: 2011-2012, 2012-2013, 2015-2016, 2022-2023
- Coppa Titano: 1

Tre Penne: 2016-2017

### Individuale
- Premio Golden Boy: 2

2009
- Premio Pallone di Cristallo: 1

2012